# 히라이시역
히라이시역(일본어: 平石駅)은 일본 아키타현 요코테시에 있던 동일본 여객철도 기타카미 선의 철도역이다. 단선 승강장 1면 1선의 구조를 갖춘 지상역이다.

## 역 주변
- 국도 제107호선

## 역사
- 1963년 7월 15일 : 일본국유철도의 역으로서 히라카 군 산나이 촌에 개업.
- 1987년 4월 1일 : 일본국유철도 분할 민영화에 의해, 동일본 여객철도가 승계.
- 2022년 3월 12일 : 이용객 감소, JR 시간표 개정으로 인하여 폐지.

## 인접 역
| ■ 기타카미 선            | ■ 기타카미 선 | ■ 기타카미 선        |
| ------------------------ | ------------- | -------------------- |
| 고마쓰카와 기타카미 방면 | ■ 보통        | 아이노노 요코테 방면 |